# 八尾師誠
八尾師 誠（はちおし まこと、1950年1月1日 - ）は、日本の歴史学者。専門は、イラン近現代史、西アジア地域研究。東京外国語大学名誉教授。北海道札幌市出身。

## 略歴
1972年北海道大学文学部卒業、1977年同大学院文学研究科博士課程単位取得退学、京都大学文学部研究員、1982年東洋文庫奨励研究員、1984年東京外国語大学外国語学部講師、1988年助教授、1998年教授、2009年、大学院重点化に伴い同大学総合国際学研究院教授、2015年定年退職、名誉教授。

## 編著書
- 『イラン近代の原像―英雄サッタール・ハーンの革命 中東イスラムの世界』、（中東イスラム世界第9巻）、東京大学出版会、1998年

### 共編著
- 『銭湯へ行こう・イスラム編 お風呂のルーツを求めて』編著 TOTO出版 1993
- 『画像史料論 世界史の読み方』吉田ゆり子,千葉敏之共編 東京外国語大学出版会 2014

### 監修
- 『改めて知る国ごと、地域ごとにまとめ直した高校世界史』監修 川音強著 清水書院 2014

### 翻訳
- 『イラン・エジプト・トルコ議会内規 全訳』池田美佐子,粕谷元共編 東洋文庫 2014